# 西藏大学
西藏大学，简称藏大，肇始于1951年，创建于1987年，是一所位於中國西藏自治區拉薩市城关区的公立本科综合性大学，是“211工程”，“雙一流”重点建设的高校。

## 历史

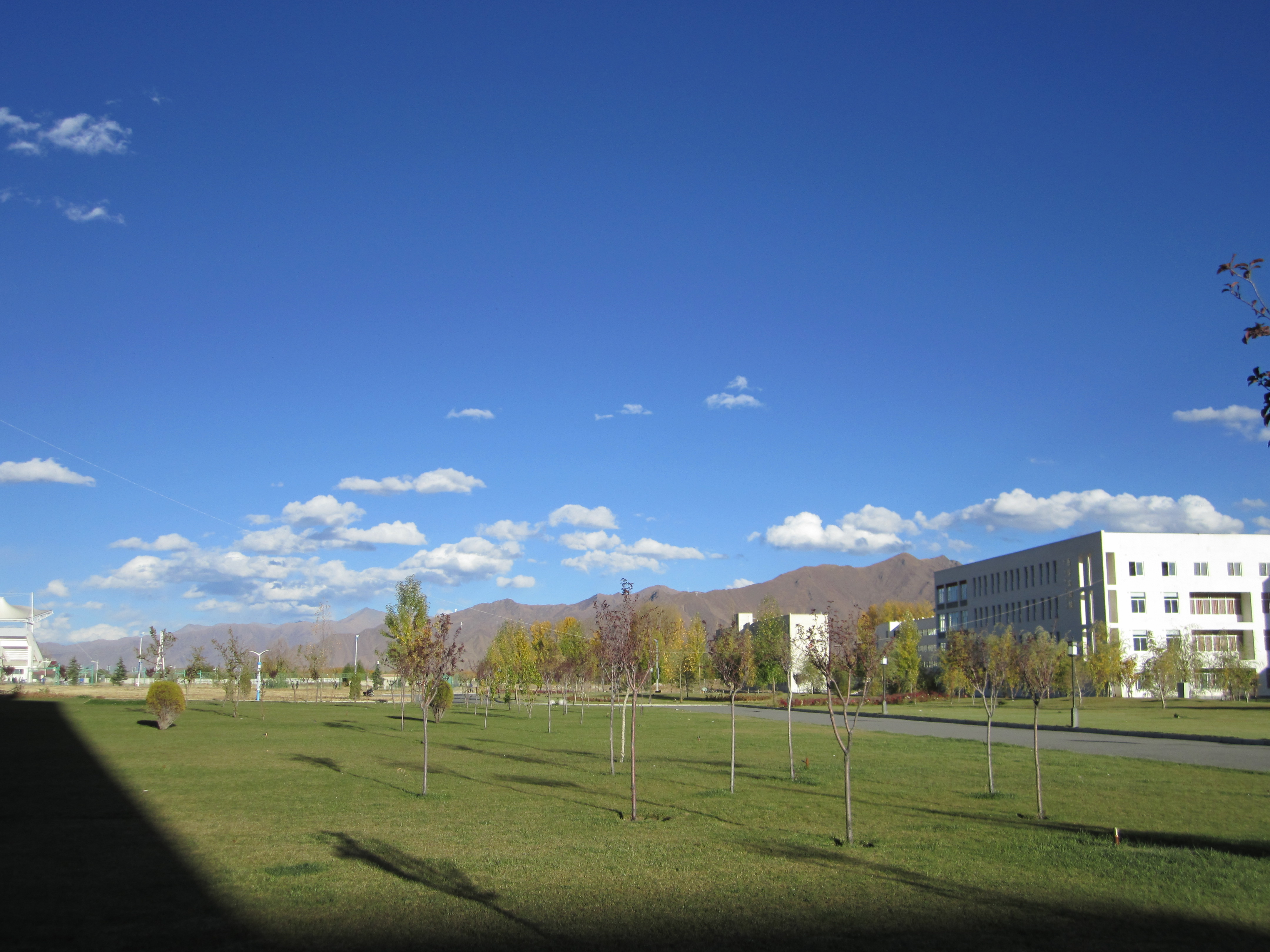

西藏大學學校歷史可以追溯到1951年11月解放军在拉萨仲吉林卡创办了进藏部队藏文藏语训练班。1952年1月，进藏部队藏文藏语训练班开始上课。1952年2月10日，在藏文藏语培训班基础上成立西藏军区干部学校。1956年改名为西藏地方干部学校。1961年4月改名为西藏行政干部学校。1965年10月在原西藏行政干部学校的基础上成立西藏自治区师范学校，为西藏的第一所中等专业学校，面向整个西藏招生，1966年3月正式开学。在校学生465人，学校设有藏文班、汉文班，其中汉文班全是高中毕业的汉族学生，其他均为藏族学生。学制分别为2年、3年，培养目标为小学教师和初中教师。1975年7月在西藏师范学校的基础上成立了西藏师范学院。1985年7月由西藏师范学院成立西藏大學。1998年获得硕士学位授权，1999年后西藏自治区艺术学校、西藏医学高等专科学校、西藏民族学院医疗系、西藏自治区财经学校先后并入，2001年西藏农牧学院并入（2016年分离单独建校），2013年获批为博士学位授予单位。
设有纳金校区、河坝林校区、罗布林卡医学院校区、罗布林卡财经学院校区等4个校区，在校生2.3万余人。

## 院系設置
院系见下：

### 纳金校区
- 理学院
- 工学院
- 艺术学院
- 经济与管理学院
- 信息科学技术学院
- 生态环境学院
- 继续教育学院

### 河坝林校区

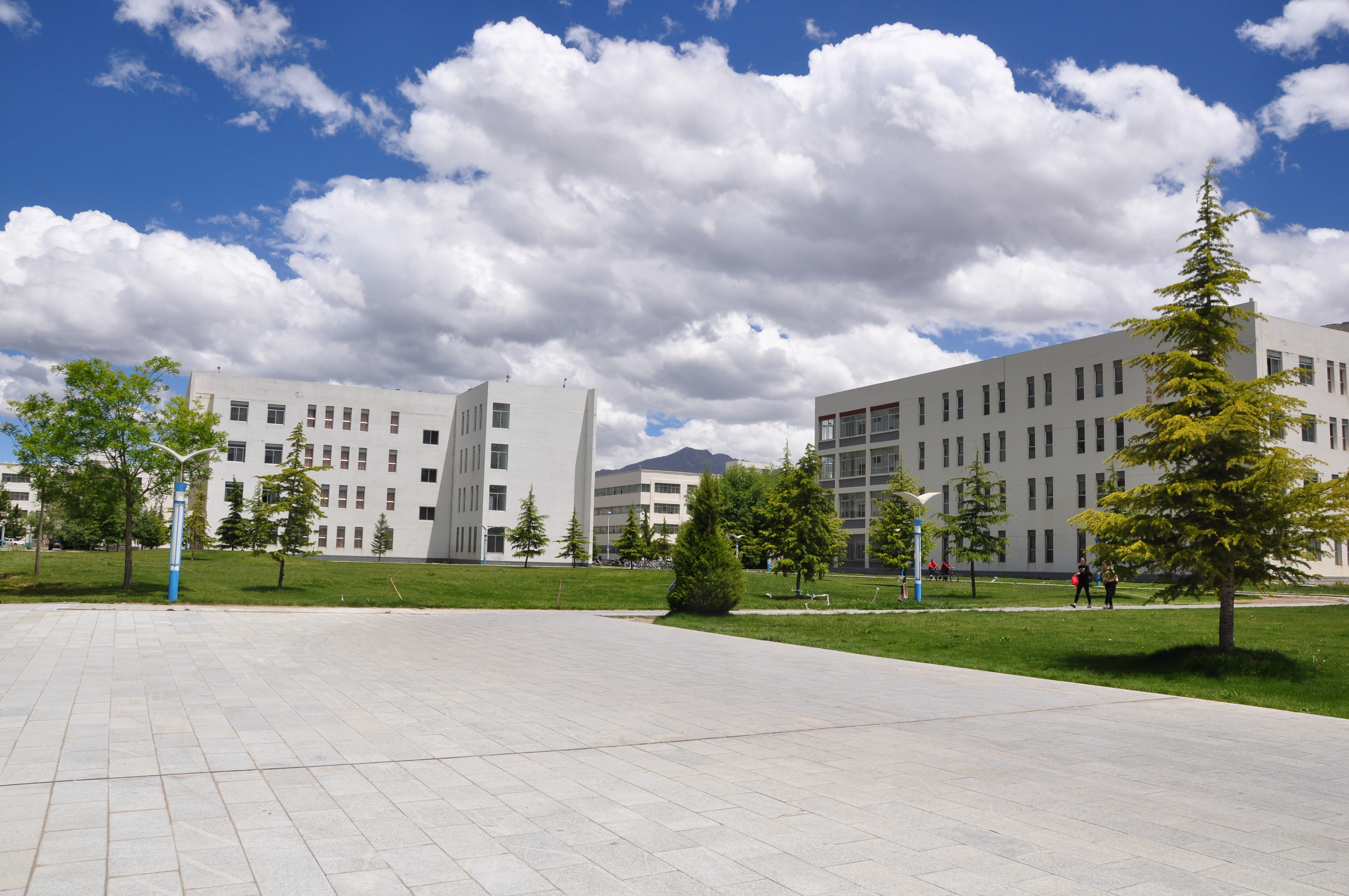

- 文学院
- 外国语学院
- 政法学院
- 教育学院
- 马克思主义学院
- 中华民族共同体研究院

### 财经学院校区
- 财经学院

### 医学院校区
- 医学院

## 外部連結
- 官方网站